# Mamadou Niang
Mamadou Hamidou Niang (* 13. Oktober 1979 in Matam) ist ein ehemaliger senegalesischer Fußballspieler und jetziger -trainer, der auch die französische Staatsbürgerschaft besitzt.

## Spielerkarriere

### Spielerprofil
Mamadou Niang ist ein technisch versierter Fußballer, der beidfüßig spielen kann. Seine Hauptposition ist Mittelstürmer. Auch als Hängende Spitze oder Linksaußen ist er einsetzbar, aber vorzugsweise agiert er als Mittelstürmer.
Mamad, so lautet sein Spitzname in Frankreich, ist als vorbildlicher Mannschaftsspieler bekannt. Er weist als erfolgreicher Stürmer keine Starallüren auf und lehnt es ab, seine ganze Kraft einem persönlichen Ziel zu widmen.

„Ich versuche stets, mich dem vom Trainer ausgegebenen taktischen Konzept unterzuordnen. […] ich [habe] auf den unterschiedlichsten Positionen gespielt. Es ist mir egal, wo ich eingesetzt werde. Falls es für den Erfolg erforderlich ist, gehe ich auch auf die Flügel, auch wenn ich ansonsten lieber im zentralen Angriff spiele.“

### Im Verein

#### Jugend
Nach zwei schwierigen Jahren im Ausbildungszentrum von Le Havre AC entschied sich der damals 18-jährige Mamadou Niang gegen seinen Traum von einer Profikarriere und wechselte daraufhin zum sechstklassigen RC Saint-André-les-Vergers in die Ehrendivision, um dort nur noch zum Spaß Fußball zu spielen.
Der Senegalese hatte ein enormes Leistungspotenzial, aber dies schwankte oft und zeitweilig ließ der Stürmer sich auch etwas gehen. Er war in armen Verhältnissen aufgewachsen und hatte es daher nicht leicht. Obwohl Fußball ihn von der Straße wegholte, hatte es für ihn keine Priorität mehr. Außerdem konnte sich Mamadou Niang damals nicht vorstellen, dass es sein Leben beherrschen sollte.

#### Profikarriere

##### ES Troyes AC und Metz-Intermezzo
Der französische Fußballtrainer Alain Perrin bekehrte ihn in seiner Entscheidung zu Profikarriere und somit wurde der Senegalese doch Fußballprofi und holte ihn an die Seine nach Troyes auf Empfehlung vom Jugendtrainer Carlos Lopez von Le Havre AC. Darauffolgend unterschrieb der Stürmer 1999 seinen ersten Profivertrag bei ES Troyes AC.
In seiner ersten Saison für ESTAC kam er lediglich in der Reservemannschaft zum Einsatz. In der folgenden Spielzeit bestritt Mamadou Niang seine ersten Einsätze bei den Profis, er wurde zehnmal eingewechselt und schoss zwei Tore. In der nächsten Saison gab der Senegalese sein Debüt im Europapokal am 30. Juni 2001 beim 6:0-Sieg gegen WIT Georgia Tiflis im Hinspiel der zweiten Runde des UEFA Intertoto Cups. Der Stürmer errang mit Troyes den Titel im Finale des UI-Cups gegen Newcastle United. Somit qualifizierten sie sich daraufhin für den UEFA-Pokal.
Die Verantwortlichen des damaligen französischen Zweitligisten FC Metz waren von seinen fußballerischen Fertigkeiten wie Technik, Schnelligkeit und Ballbehandlung beeindruckt. Deswegen liehen sie sich ihn im Januar 2003 für den Rest der Spielzeit aus. Dort harmonierte er mit seinem togoischen Sturmpartner Emmanuel Adebayor und verhalfen beide mit ihren Toren Les Grenats zum Aufstieg in die Ligue 1.

##### Über Straßburg zu Olympique Marseille
Im Sommer 2003 verpflichtete ihn der damalige französische Erstligist Racing Straßburg. Für die Elsässer absolvierte Mamadou Niang in zwei Jahren 63 Pflichtspiele und erzielte dabei 25 Tore. Ende April 2005 gewann der Senegalese mit Les Bleus seinen ersten nationalen Titel, den französischen Ligapokal. Im Finale des Pokals köpfte er ein Tor, beim 2:1-Sieg gegen SM Caen.

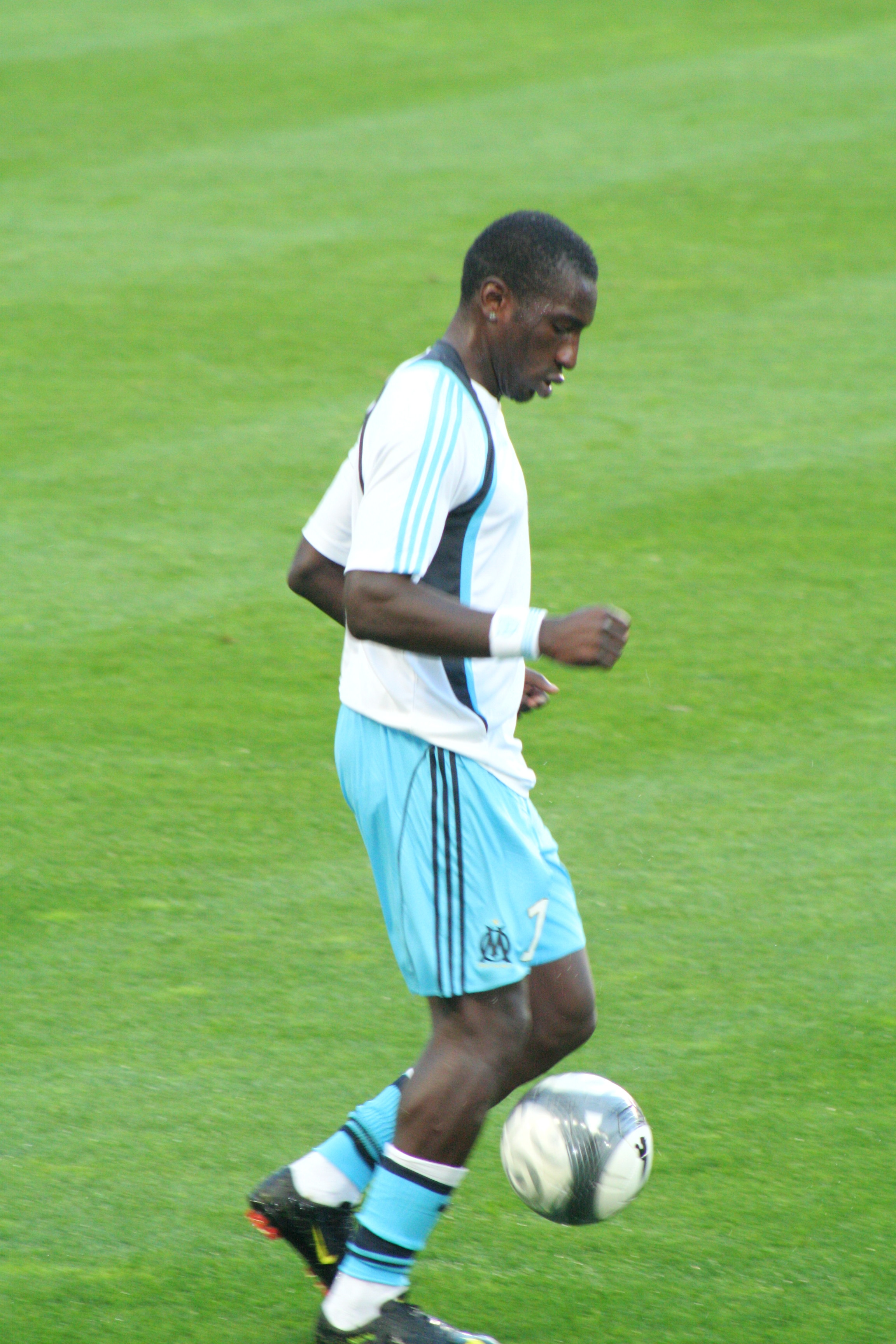
Mamadou Niang (2009) beim Aufwärmen im OM-Dress

Den Scouts von Olympique Marseille fiel er aufgrund seiner Leistungen in Straßburg auf. Außerdem hinterließ der 25-jährige Stürmer am 9. April 2005 ein bleibenden Eindruck, indem er im Ligaspiel gegen OM in der Nachspielzeit der Spielbegegnung das einzige und damit auch das Siegtor erzielte für seine Mannschaft gegen die französische Torwartlegende Fabien Barthez.
Zur Saison 2005/06 wechselte Mamadou Niang für eine Ablösesumme von sieben Millionen Euro von Straßburg zu Olympique Marseille. Der Senegalese sollte den abgewanderten Ivorer Didier Drogba ersetzen. In kurzer Zeit erspielte sich der Stürmer einen Stammplatz in der Mannschaft. Mit Marseille gewann er im August 2005 ebenfalls den UEFA Intertoto Cup. In den beiden Spielzeiten 2005/06 und 2006/07 verpasste Mamadou Niang mit seiner Mannschaft immer knapp den Sieg im französischen Pokalfinale.
In der Saison 2007/08 verlängerte der Senegalese im Februar 2008 seinen Vertrag vorzeitig bis Juni 2012. Darüber hinaus avancierte der Stürmer zum Schlüsselspieler und Star der Mannschaft, ergänzend wurde er zweitbester Torjäger der Liga mit 18 Toren hinter Karim Benzema und in das Team des Jahres in der Ligue 1 gewählt.
Am Anfang der Saison 2009/10 verlängerte Mamadou Niang erneut frühzeitig seinen Vertrag diesmal bis Juni 2014. Das Jahr 2010 war sein erfolgreichstes Jahr seiner Fußballkarriere. Im Januar 2010 im Ligapokal schoss der Senegalese das Siegtor in der vierten Minute der Nachspielzeit zum 3:2-Endstand gegen AS Saint-Étienne, somit erreichte Olympique Marseille das Achtelfinale. Außerdem wurde der Stürmer Torschützenkönig in der Ligue 1 mit 18 Toren und hatte maßgeblichen Anteil am Gewinn des Ligapokals und vorzeitig der langersehnten Meisterschaft, nach zwei Vize-Meistertiteln 2007 und 2009. Ergänzend wurde er zum Torschützen des Jahres und nochmals in das Team des Jahres in der Ligue 1 gewählt.

##### Wechsel nach Vorderasien
Im August 2010 wechselte Mamadou Niang für rund acht Millionen Euro Ablöse in die Türkei zu Fenerbahçe Istanbul. Bei Fenerbahçe SK hatte der Senegalese einen super Einstand in seinen ersten sechs Ligaspielen traf er siebenmal das Tor. Am sechsten Spieltag der Saison 2010/11 gelang ihm ein Hattrick beim 6:2-Sieg gegen Kasımpaşa Istanbul. Er absolvierte für die Gelb-Dunkelblauen 33 Pflichtspiele und erzielte 15 Tore.
Am 6. September 2011 wechselte er für eine Ablösesumme in Höhe von 7,5 Millionen Euro zum katarischen Rekordmeister al-Sadd Sports Club. Zwei Monate später gewann Mamadou Niang mit seiner Mannschaft die asiatische Champions League, dabei gelangen ihm in vier Champions-League-Spielen zwei Tore. Durch den Sieg der Champions League qualifizierte er sich mit Al-Sadd für die FIFA-Klub-Weltmeisterschaft 2011 und erreichten im Dezember 2011 den dritten Platz im Turnier.
Am 31. Januar 2013 gab Beşiktaş Istanbul offiziell bekannt, dass man sich den Senegalesen Niang bis zum Ende der Saison 2012/13 ausgeliehen hat.

##### Rückkehr nach Frankreich
Im August 2014 kehrte der 34-jährige Niang nach Frankreich zurück und wechselte zum französischen Zweitligisten AC Arles-Avignon. Er unterschrieb einen Zweijahresvertrag und soll seine Erfahrung als Fußballspieler der jungen Mannschaft aus Arles einbringen. Sein Engagement endete bereits nach einem Jahr mit dem Abstieg am Saisonende der Spielzeit 2014/15. Niang bestritt insgesamt 18 Pflichtspiele, bestehend aus Liga-, Ligapokal- und Pokalspieleinsätzen, und erzielte drei Tore.

### In der Nationalmannschaft
Mamadou Niang ist Nationalspieler seines Heimatlandes Senegal. Sein Länderspieldebüt gab er mit 22 Jahren am 27. März 2002 beim Freundschaftsspiel in Dakar gegen Bolivien, wo er auch seine Tor-Premiere in der 64. Minute feierte und die Löwen von Teranga zum 2:1-Sieg schoss. Mit der Nationalmannschaft Senegals nahm er am Afrika-Cup 2004, 2006, 2008 und 2012 sowie der Qualifikationen für die Weltmeisterschaft 2006 und 2010 teil.

### Erfolge und Auszeichnungen

#### Vereinsebene
- ES Troyes AC (1999–2003)
  - UEFA-Intertoto-Cup-Sieger: 2001
- FC Metz (2003)
  - Aufstieg in die Ligue 1: 2003[3]
- Racing Straßburg (2003–2005)
  - Französischer Ligapokal-Sieger: 2004/05

- Olympique Marseille (2005–2010)

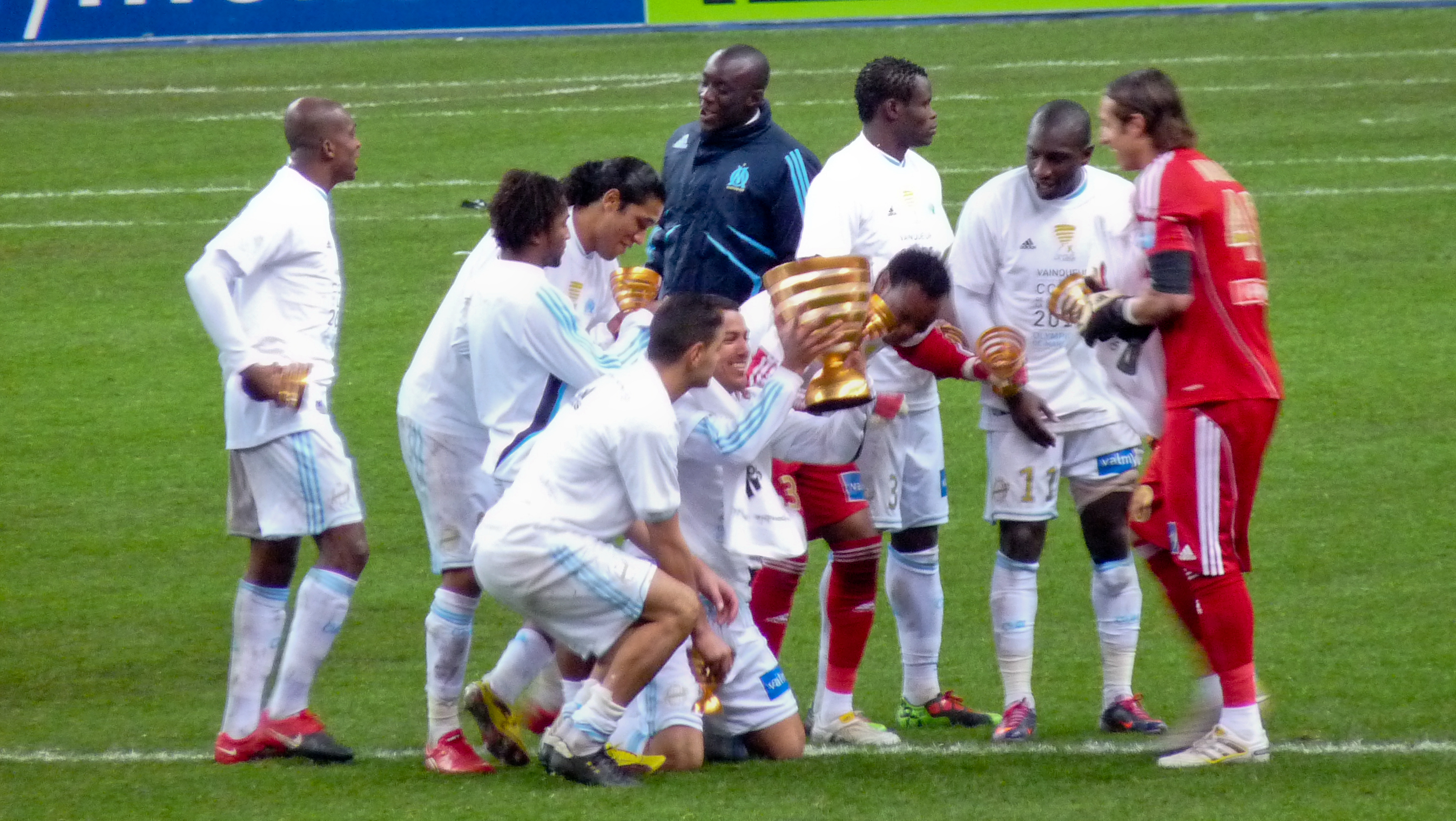
Französischer Ligapokal-Sieg 2010 mit Olympique Marseille

  - 2 × UEFA Intertoto Cup: 2005, 2006
  - 1 × Französischer Ligapokal-Sieger: 2009/10
  - 1 × Französischer Meister: 2009/10
  - 1 × Französischer Supercup-Sieger: 2010 (ohne Einsatz)

- Fenerbahçe Istanbul (2010–2011)
  - Türkischer Meister: 2010/11

- Al-Sadd SC (2011–2014)

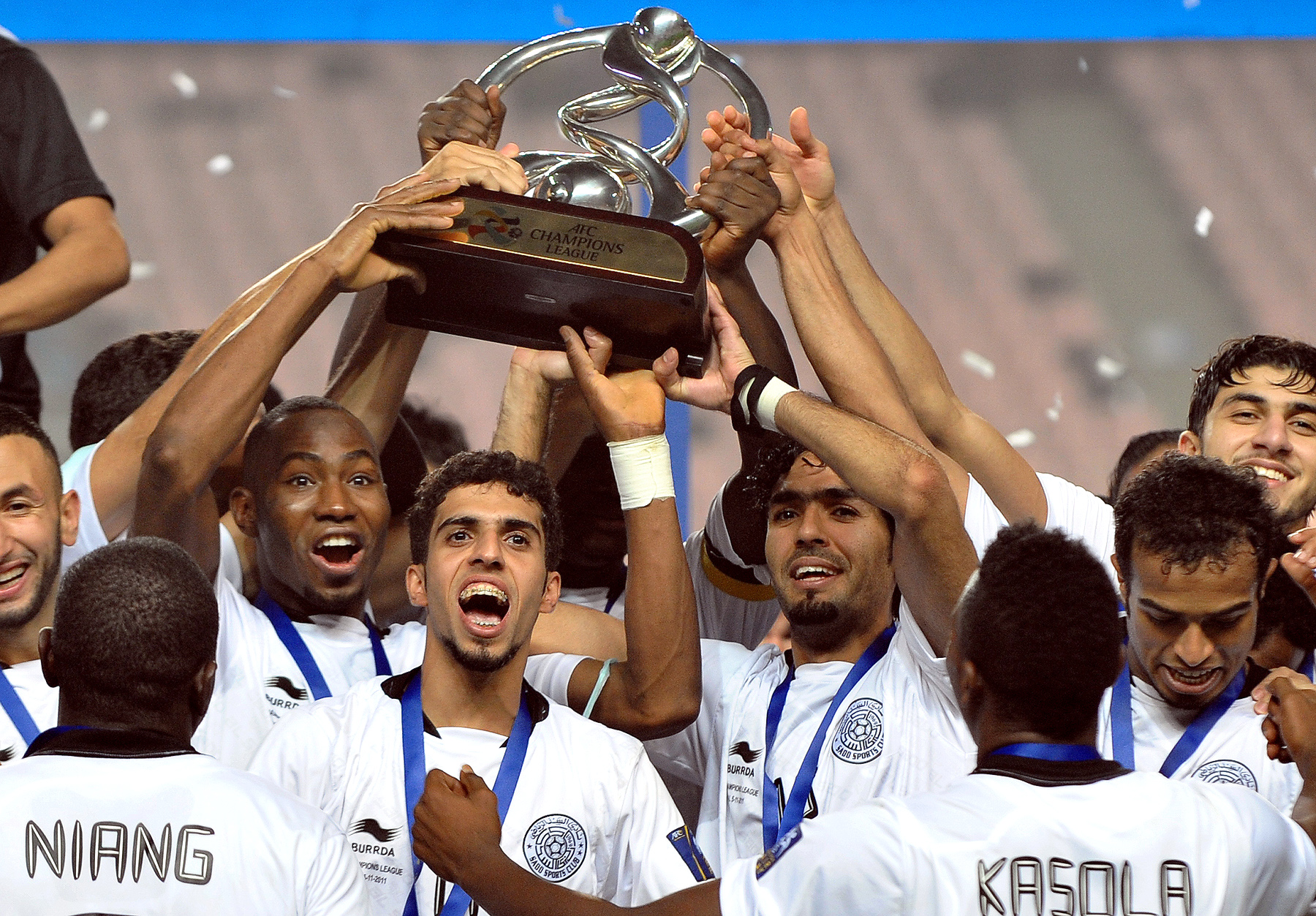
Asiatischer Champions-League-Sieg 2011 mit Al-Sadd

  - AFC-Champions-League-Sieger: 2011
  - Katarischer Meister: 2012/13 1
  - Katarischer Pokalsieger: 2013/14

#### Nationalmannschaftsebene
- Afrika-Cup:
  - Viertelfinalist 2004 in Tunesien (5 Einsätze / 2 Tore)
  - Halbfinalist 2006 in Ägypten (4 Einsätze / 2 Tore)

#### Individuelle Ehrungen
- 3 × Spieler des Monats der Ligue 1: Mai 2005, Dezember 2005, Dezember 2007[23]
- 3 × Senegals Fußballer des Jahres: 2007,[3] 2009,[24] 2010[25]
- 2 × Gewählt in das Team des Jahres der Ligue 1: 2008, 2010
- 1 × Torschützenkönig der Ligue 1: 2010 (18 Tore in 32 Ligaspieleinsätzen)
- 1 × Torschütze des Jahres der Ligue 1: 2009/10[26]

## Nach der Fußballspieler-Karriere
Nach seinem Rücktritt von der aktiven Fußballspieler-Karriere und einer dreijährigen Pausierung vom Fußball entschloss sich der 38-jährige Senegalese erneut ins Fußballgeschehen aktiv zu werden als Co-Trainer kehrte er nach Marseille zurück. Aber unterschrieb gemeinsam mit seinem ehemaligen Mannschaftskollegen und Landsmann Souleymane Diawara aus OM-Zeiten im August 2018 beim französischen Viertligisten und Stadtrivalen Athlético Marseille, ehemals GS Consolat. Nachdem Abgang des Sportdirektors Djamal Mohamed von Athlético Marseille wechselte Niang mit 39 Jahren im September 2019 vom Trainerstab in die sportliche Leitung und stieg somit zum Sportdirektor auf.